# 마쓰다이라 슌가쿠
마쓰다이라 슌가쿠(일본어: 松平春嶽, 1828년 10월 10일 ~ 1890년 6월 2일)은 제16대 후쿠이번주를 지낸 막말의 다이묘이다. 슌가쿠는 호이며, 휘는 요시나가(慶永). 막말 사현후 중 한명.
고산쿄의 일원인 다야스 가 제3대 당주 도쿠가와 나리마사의 8남이며 제15대 후쿠이 번주 마쓰다이라 나리사와의 양자이다. 12대 쇼군 도쿠가와 이에요시의 사촌 동생이기도 하다. 시마즈 나리아키라, 다테 무네나리, 야마우치 요도와 함께 막말 사현후로 불리던 뛰어난 지방 영주로 메이지 유신 이후의 정치에도 중요한 역할을 하였다.

## 가계
- 조부: 도쿠가와 하루사다(徳川治済, 히토쓰바시 도쿠가와 가 제2대 당주, 쇼군 도쿠가와 이에나리의 친부)
  - 아버지: 도쿠가와 나리마사(徳川斉匡, 다야스 도쿠가와 가 제3대 당주, 쇼군 이에나리의 친동생)
  - 양부: 마쓰다이라 나리사와(松平斉善, 후쿠이번 제13대 번주)
  - 어머니: 세이쇼인(青松院, 도쿠가와 나리마사의 측실)
- 형제
  - 동복형제
    - 도쿠가와 요시쓰구(徳川慶臧, 오와리 도쿠가와 가 제13대 당주)

  - 이복형제
    - 도쿠가와 나리쿠라(徳川斉位, 히토쓰바시 도쿠가와 가 제5대 당주)
    - 도쿠가와 요시히사(徳川慶壽, 히토쓰바시 도쿠가와 가 제7대 당주)
    - 도쿠가와 요시요리(徳川慶頼, 다야스 도쿠가와 가 제5·8대 당주, 쇼군 후견직) - 도쿠가와 이에사토(徳川家達, 다야스 도쿠가와 가 제7대 당주, 도쿠가와 종가 제16대 당주), 도쿠가와 요리미치(徳川頼倫, 기슈 도쿠가와 가 제15대 당주), 도쿠가와 사토타카(徳川達孝, 다야스 도쿠가와 가 제9대 당주)의 친부
    - 고노히메(近姫, 히토쓰바시 도쿠가와 가 제4대 당주 도쿠가와 나리노리의 정실)
    - 아이히메(愛姫, 오와리 도쿠가와 가 제11대 당주 도쿠가와 나리하루의 정실)
    - 유히메(猶姫, 오와리 도쿠가와 가 제12대 당주 도쿠가와 나리타카의 정실)
- 정실：류히메(勇姫, 구마모토번 제10대 번주 호소카와 나리모리細川斉護의 딸)
  - 마쓰다이라 요시타미(松平慶民, 궁내성 초대 장관)
  - 도쿠가와 요시치카(徳川義親, 오와리 도쿠가와 가 제19대 당주, 생물학자)
  - 세쓰코(節子, 후쿠이 마쓰다이라 가 제18대 당주 마쓰다이라 야스타카 후작부인)
  - 사토코(里子, 도쿠가와 아쓰시徳川厚 남작부인, 도쿠가와 요시노부徳川慶喜의 며느리)
  - 마사코(正子, 하기 모리 분가 당주 모리 고로 남작부인)
  - 지요코(千代子, 산조 기미요시 공작부인)
- 양자 : 마쓰다이라 모치아키(松平茂昭, 후쿠이번 17대 번주, 이토이가와번주 마쓰다이라 나오하루의 사남)